# Herbert Kraft

Herbert Kraft

Herbert Karl Oskar Kraft (* 30. Mai 1886 in Heidelberg; † 15. Januar 1946 in Freiburg im Breisgau) war ein deutscher Politiker (NSDAP). Kraft wurde bekannt wegen seiner tätlichen Übergriffe in seiner Zeit als badischer Landtagsabgeordneter in der Endphase der Weimarer Republik.

## Leben
Der Sohn eines Realschullehrers legte nach dem Besuch der Volks- und Oberrealschule in Heidelberg 1904 sein Abitur ab. Nach dem Militärdienst im Jägerbataillon 11 nahm er 1905 ein Studium der Germanistik und Romanistik an der Universität Marburg auf. 1906 wechselte er zum Studium nach Paris, 1909 an die Universität München und 1911 an die Universität Heidelberg. Nach dem philologischen Staatsexamen 1913 arbeitete Kraft von Februar bis Juli 1914 als Privatlehrer in England. Im August 1914 zum Kriegsdienst einberufen, nahm er bis 1918 am Ersten Weltkrieg teil. Zunächst bei der Infanterie, gehörte Kraft ab 1917 als Fliegerbeobachter den neuaufgestellten Fliegerstaffeln an. Nach Kriegsende war er von Februar bis August 1919 als Flieger beim Grenzschutz Ost, einem im Osten des deutschen Reiches kämpfenden Freikorps. Im September 1919 trat er in den badischen Staatsdienst ein und übernahm im April 1920 die Stelle eines Gymnasialprofessors an der Oberrealschule Pforzheim. 1920 heiratete Kraft Auguste Wiebel; aus der Ehe ging ein Kind hervor.
Der NSDAP trat Kraft erstmals im März 1923 (Mitgliedsnummer 23.447) offiziell bei. Angaben zu Krafts früher politischer Betätigung stützen sich maßgeblich auf einen Brief vom März 1940 an Adolf Hitler, mit dem Kraft die Verleihung des Blutordens anstrebte. In dem Schreiben bezeichnet sich Kraft als „einen der ältesten Parteigenossen – wenn nicht der älteste – in Baden“. Auf Anregung des Freikorpsführers Hermann Ehrhardt habe er 1922 in Pforzheim eine Bund Wiking genannte Gruppe gegründet, die der zu dieser Zeit noch auf Bayern beschränkten SA zuzurechnen sei. Ungefähr drei Tage vor dem Hitlerputsch sei er nach München gereist, um Hitler und Göring vor dem württembergischen General Walther Reinhardt zu warnen, der zu einem entschlossenen Vorgehen gegen Putschversuche in Bayern bereit gewesen sei. Am 9. November 1923 war Kraft nach Pforzheim zurückgekehrt und wurde mittags verhaftet, eigenen Angaben zufolge, als er im Begriff war, die Fahrt einer bewaffneten Gruppe nach München zu organisieren. Ein Verfahren gegen Kraft wegen eines Vergehens gegen das Republikschutzgesetz wurde aus Mangel an Beweisen eingestellt; Kraft erhielt einen Strafbefehl, da er im Besitz eines Revolvers gewesen war.
Kraft trat erneut zum 1. Juni 1928 der NSDAP bei (Mitgliedsnummer 90.659), drei Jahre nach der Wiederzulassung der Partei, die nach dem Hitlerputsch verboten worden war. Er übernahm die Leitung der Pforzheimer NSDAP-Ortsgruppe und trat als Versammlungsredner auf. Im Oktober 1929 wurde Kraft als einer von sechs NSDAP-Vertretern in den Badischen Landtag gewählt.
Krafts politische Aktivitäten hatten disziplinarrechtliche Konsequenzen: Bereits im Dezember 1928 wurde er vorübergehend entlassen, später folgten Gehaltskürzungen sowie 1929 eine Strafversetzung nach Mannheim. Im Juli 1930 wurde Kraft vom badischen Kultusminister Adam Remmele suspendiert, da die NSDAP als staatsfeindliche Partei einzustufen sei. Krafts Landtagsmandat allein sei kein Grund zur Suspendierung des Lehrers, wohl aber seine agitatorische Betätigung im Sinne der NSDAP, die mit dem Treueverhältnis eines Beamten nicht vereinbar sei, so Remmele.

### Badischer Landtagsabgeordneter
Als Landesparlamentarier war Kraft ab 1929 Mitglied in drei Ausschüssen: Dem Vertrauensmänner-, dem Geschäftsordnungsausschuss sowie einem Ausschuss für Leibesübungen und Jugendpflege. Ab Februar 1932 gehörte er zudem dem Petitionsausschuss an. Krafts Reden im Plenum kennzeichneten „[b]eißende Ironie, Schlagfertigkeit und wortgewandte Rededuelle“. Seinen Ruf als „enfant terrible“ des Badischen Landtags – dies die Einschätzung des Zentrumsabgeordneten Anton Hilbert – erwarb sich Kraft insbesondere durch seine Beteiligung an zwei tätlichen Auseinandersetzungen im Plenum. Im Februar 1930 kam es nach einem Zwischenruf Krafts, in dem er den Wahrheitsgehalt von Angaben der Regierung bezweifelte, zu Tumulten im Landtag, die sich aus Sicht des Beobachters der nationalliberalen Badischen Presse so darstellten:
„Die Sitznachbarn der Nationalsozialisten, das Zentrum, drängte lebhaft gestikulierend auf den Abg. Kraft ein, der Zentrumsabgeordnete Kühn packte den Nationalsozialisten an der Brust, und der Schlag, zu dem der Abgeordnete Amann ausholte, war das Signal zur allgemeinen Keilerei. Der Zentrumsabgeordnete Heurich erhielt von Kraft eine Ohrfeige und quittierte mit Zinsen.“
Im Februar 1932 ohrfeigte Kraft den Zentrumsabgeordneten Anton Hilbert im Plenum. Hilbert hatte Hitler als „österreichischen Deserteur“ bezeichnet und Kraft der Unzurechnungsfähigkeit bezichtigt. Insgesamt erhielt Kraft in der Legislaturperiode von 1929 bis 1933 knapp ein Dutzend Ordnungsrufe und wurde viermal von Landtagssitzungen ausgeschlossen, davon zweimal für 60 Tage. Drei Gerichtsverfahren wurden gegen Kraft eingeleitet; der Landtag beschloss entgegen dem vorherigen Votum des zuständigen Ausschusses die Aufhebung von Krafts Immunität, nachdem dieser seine Äußerungen im Plenum bekräftigt hatte: „Wenn wir Frontsoldaten seinerzeit geahnt hätten, was für ein Gesindel sich in den deutschen Parlamenten herumtreibt, dann hätten wir nicht länger auf Franzosen und Engländer geschossen; wir hätten die Gewehre umgedreht“. Nach der Machtübertragung an die Nationalsozialisten beschloss die NSDAP-Landtagsfraktion im Juli 1933 in Anwendung des Gesetzes über die Aufhebung der im Kampf für die nationale Erhebung erlittenen Dienststrafen und sonstigen Maßregelungen, Kraft Aufwandsentschädigungen in Höhe von 1350 RM nachzuzahlen, die ihm auf Grund der Sitzungsausschlüsse entgangen waren.
Am 16. Mai 1933 wurde Kraft zum Präsidenten des mittlerweile gleichgeschalteten Badischen Landtages gewählt. In seiner Antrittsrede kündigte er an,
„das geistige Niveau des Badischen Landtages, das in den letzten Jahren erschreckend tief war und in dauernden persönlichen Angriffen und gehässigen Heruntersetzungen und in end- und zwecklosen Reden zum Ausdruck kam, zu heben. Ich bürge dafür, daß solche Szenen, wie sie sich hier in diesem Rondell in den letzten Jahren abgespielt haben – hervorgerufen infolge der Vergewaltigung einer kleinen Minderheit durch eine erdrückende Mehrheit – in Zukunft sich in diesem schönen Saale nicht mehr abspielen werden.“
Nach einer letzten Sitzung im Juni wurde der badische Landtag im Oktober 1933 aufgelöst. Im Juni 1934 rückte Kraft für den verstorbenen Josef Wasmer in den Reichstag nach. Dem in der Zeit des Nationalsozialismus funktionslosen Parlament gehörte Kraft bis zum Kriegsende an.

### Zeit des Nationalsozialismus
Im April 1933 übernahm Kraft als Ministerialrat die Leitung der Abteilung Höhere Schulen im Badischen Ministerium des Kultus und Unterrichts. Nach der Aufhebung der als Folge des Versailler Vertrages bestehenden entmilitarisierten Zone an der Grenze zu Frankreich, die weite Teile Badens umfasste, war Kraft 1935 maßgeblich an der Einführung der vormilitärischen Luftsportausbildung an badischen Schulen beteiligt. Dem für die entsprechende Lehrerausbildung zuständigen Deutschen Luftsportverband (DLV) gehörte er ab 1933 als Fliegersturmführer im Fliegersturm Karlsruhe an. Im Nationalsozialistischen Fliegerkorps (NSFK), 1937 aus dem DLV hervorgegangen, hatte er den Rang eines Standartenführers inne. Im Dezember 1935 übernahm Kraft das Amt des Gauführers für Baden im Reichsbund für Leibesübungen. Zudem leitete er den Badischen Schachverband und organisierte die Schachweltmeisterschaft 1934.
Kurz vor Beginn des Zweiten Weltkrieges wurde Kraft zur Luftwaffe eingezogen, aus der er im Januar 1940 als Hauptmann der Reserve entlassen wurde. Nach der deutschen Besetzung Frankreichs wurde der badische Gauleiter, Robert Wagner, Chef der Zivilverwaltung (CdZ) für das Elsass; Kraft wurde im Juli 1940 zusätzlich Ministerialrat in der CdZ-Abteilung für Erziehung, Unterricht und Volksbildung. Zum 1. Januar 1942 trat Kraft der Allgemeinen SS (Mitgliedsnummer 422.526) bei. Für die Aufnahme in die SS – für die seit Kriegsanfang ein Aufnahmestopp bestand – hatte sich der Führer des SS-Oberabschnittes Südwest, Kurt Kaul, eingesetzt, da Kraft „für die Weiterentwicklung der Aufbauarbeiten im Elsaß für die SS von besonderer Bedeutung“ sei. Mit offenbar hohem Zeitaufwand betrieb Kraft als „Beauftragter für Rückführungsangelegenheiten“ ab 1940 die Wiederauffindung von Kultur- und Archivgütern, die vor der deutschen Besetzung aus dem Elsass abtransportiert worden waren. Die Rückführung erfolgte nach Auseinandersetzungen mit der französischen Vichy-Regierung und der deutschen Botschaft in Paris kurz nach der alliierten Landung in der Normandie im Juni 1944.
Nach Kriegsende wurde Kraft von den französischen Militärbehörden interniert. Der wegen seiner Haltung zum Nationalsozialismus umstrittene Freiburger Erzbischof Conrad Gröber setzte sich Ende 1945 für Krafts Freilassung ein. Gröber, der angab, Kraft nicht persönlich zu kennen, bescheinigte diesem, sich von den „extremen Seiten“ der NSDAP freigehalten, sie abgelehnt und unter ihnen gelitten zu haben. Von seinem Amt und der Partei sei Kraft nicht losgekommen, ohne sich und seine Familie zu ruinieren, so Gröber. Kraft starb Anfang 1946 in der Internierungshaft.

## Bewertungen
Zu Kraft erschienen 1990 und 1997 zwei biographische Skizzen, die teils unterschiedliche Bewertungen seiner Person enthalten. Der Politologe Hans-Georg Merz kam 1990 zu dem Schluss, dass Kraft mit seinem Einzug in den Landtag seine vorherigen außerparlamentarischen Methoden und Verhaltensweisen fortgesetzt habe. Bei Kraft habe es keinerlei Erkenntnis zu den verfassungsmäßigen Aufgaben eines Abgeordneten gegeben, er habe sein Mandat für rücksichtslose Agitation und Propaganda benutzt. Für die Zeit nach der „Machtergreifung“ 1933 konstatiert Merz einen „nur partiellen Gesinnungswandel“ bei Kraft, von dem Untergebene wie der spätere badische Staatspräsident Leo Wohleb profitierten. Diese Untergebenen hätten Kraft eine halbwegs gesicherte berufliche Existenz zu verdanken gehabt, auch bei offensichtlicher Distanz zum nationalsozialistischen Regime oder bei Konflikten mit der Partei, so Merz.
Für Alexander Mohr stehen Krafts bürgerliche Herkunft und der sich aus Berichten seiner Schüler ergebende Eindruck eines fähigen und korrekten Pädagogen im Widerspruch zu seinem Verhalten im badischen Landtag. Anhand der Landtagsprotokolle ergebe sich eher das Bild Krafts als eines „kultivierten und gebildeten Nationalsozialisten“, gegen den sich die demokratischen Parteien „mit einer bemerkenswerten Energie zur Wehr setzte[n]“. Die Reaktion Krafts erinnere an die eines in seiner „Ehre“ verletzten Reserveoffiziers, für den „das Ohrfeigen eines Beleidigers […] die klassische Eröffnung der Duellforderung“ war. Krafts „Lust am Wortgefecht war allerdings mit einer Rücksichtslosigkeit verbunden, die die Grenzen des guten Geschmacks mühelos überwand“. Dass Kraft sich nach 1933 „schützend vor fähige, aber nicht systemkonforme Mitarbeiter“ gestellt habe, ist für Mohr eine Legende. Krafts Verhalten gegenüber Leo Wohleb sei eher durch eine „eigentümliche Korrektheit“ Krafts zu erklären. Der Historiker Joey Rauschenberger, der sich ebenfalls mit Krafts Biographie beschäftigte und 2017 mehrere Veröffentlichungen vorlegte, konnte durch Zeitzeugenbefragungen zeigen, dass zwischen den Familien Kraft und Wohleb eine enge freundschaftliche Verbindung bestand und plädiert vor diesem Hintergrund dafür, Krafts Einsatz für seinen Freund Wohleb zu entpolitisieren.